# Tribhuvana Mahadevi I
Mahrajadhiraja Parmesvari Tribhuvana Mahadevi I (IX w. ok.), władczyni Tosali i Kongody (obecnie Indie), następczyni Subhakary III. Panowała jako Gosvamini Tribhuvana Mahadevi I.
Córka króla Rajamalla I z Zachodniej Dynastii Ganga. Była żoną Shaktikaradevy I panującego w latach 843–845 n.e. Po jego śmierci, oraz ich syna Subhakary III, objęła rządy, które sprawowała do 850 roku n.e.